# Saint-Roch-sur-Égrenne
Saint-Roch-sur-Égrenne és un municipi francès situat al departament de l'Orne i a la regió de Normandia. L'any 2007 tenia 203 habitants.

## Demografia

### Població
El 2007 la població de fet de Saint-Roch-sur-Égrenne era de 203 persones. Hi havia 92 famílies de les quals 24 eren unipersonals (16 homes vivint sols i 8 dones vivint soles), 44 parelles sense fills i 24 parelles amb fills.
La població ha evolucionat segons el següent gràfic:
Habitants censats

### Habitatges
El 2007 hi havia 114 habitatges, 92 eren l'habitatge principal de la família, 17 eren segones residències i 5 estaven desocupats. Tots els 114 habitatges eren cases. Dels 92 habitatges principals, 75 estaven ocupats pels seus propietaris i 17 estaven llogats i ocupats pels llogaters; 1 tenia una cambra, 6 en tenien dues, 17 en tenien tres, 31 en tenien quatre i 36 en tenien cinc o més. 91 habitatges disposaven pel capbaix d'una plaça de pàrquing. A 52 habitatges hi havia un automòbil i a 34 n'hi havia dos o més.

### Piràmide de població
La piràmide de població per edats i sexe el 2009 era:
| Homes | Edats   | Dones |
| ----- | ------- | ----- |
| 0     | 95 o +  | 0     |
| 0     | 90 a 94 | 0     |
| 0     | 85 a 89 | 0     |
| 0     | 80 a 84 | 4     |
| 0     | 75 a 79 | 0     |
| 12    | 70 a 74 | 8     |
| 12    | 65 a 69 | 8     |
| 8     | 60 a 64 | 16    |
| 8     | 55 a 59 | 0     |
| 8     | 50 a 54 | 12    |
| 8     | 45 a 49 | 4     |
| 0     | 40 a 44 | 4     |
| 4     | 35 a 39 | 0     |
| 16    | 30 a 34 | 8     |
| 8     | 25 a 29 | 4     |
| 4     | 20 a 24 | 16    |
| 4     | 15 a 19 | 0     |
| 0     | 10 a 14 | 0     |
| 0     | 5 a 9   | 4     |
| 4     | 0 a 4   | 8     |

## Economia
El 2007 la població en edat de treballar era de 115 persones, 81 eren actives i 34 eren inactives. De les 81 persones actives 77 estaven ocupades (42 homes i 35 dones) i 4 estaven aturades (3 homes i 1 dona). De les 34 persones inactives 20 estaven jubilades, 8 estaven estudiant i 6 estaven classificades com a «altres inactius».

### Ingressos
El 2009 a Saint-Roch-sur-Égrenne hi havia 88 unitats fiscals que integraven 208 persones, la mediana anual d'ingressos fiscals per persona era de 14.374,5 €.

### Activitats econòmiques
Dels 3 establiments que hi havia el 2007, 1 era d'una empresa de comerç i reparació d'automòbils, 1 d'una empresa de transport i 1 d'una empresa de serveis.
L'any 2000 a Saint-Roch-sur-Égrenne hi havia 32 explotacions agrícoles que ocupaven un total de 1.071 hectàrees.

## Poblacions més properes
El següent diagrama mostra les poblacions més properes.